# Campionati svedesi di sci alpino 1992
Ai Campionati svedesi di sci alpino 1992 furono assegnati i titoli di discesa libera, supergigante, slalom gigante e slalom speciale, sia maschili sia femminili.

## Risultati
| Specialità      | Uomini         | Donne           |
| --------------- | -------------- | --------------- |
| Discesa libera  | Niklas Henning | Pernilla Wiberg |
| Supergigante    | Patrik Järbyn  | Pernilla Wiberg |
| Slalom gigante  | Johan Wallner  | Ylva Nowén      |
| Slalom speciale | Thomas Fogdö   | Pernilla Wiberg |